# Hornafjarðarfljót
Das Hornafjarðarfljót ist ein Gletscherfluss im Süden von Island.
Der kurze, aber wasserreiche Fluss entsteht aus dem Zusammenfluss vom Suðurfljót und dem Austurfljót, der aus dem Hoffellsjökull kommt.
Das Suðurfljót bringt das meist Wasser und kommt aus dem Viðborðsdalur und dem Svínafellsjökull.
Der Fluss bildete früher die Gemeindegrenze zwischen der Mýrahreppur (Austur-Skaftafellssýsla) und der Nesjahreppur.
Beide gehören jetzt zur Gemeinde Hornafjörður.
In früheren Jahren konnte der bis zu 5 km breite Fluss nur gefurtet werden. 
Seit 1961 führt die Ringstraße  auf einer 254 m langen, einspurigen Brücke über das Hornafjarðarfljót. 
Jetzt soll die Ringstraße neu trassiert werden.
Sie verläuft dann zwischen der Stadt Höfn und deren Flughafen und wird um 12 km kürzer.
Die Bauarbeiten sollen im Dezember 2025 beendet sein.